# Kelisia crocea
Kelisia crocea är en insektsart som beskrevs av Van Duzee 1897. Kelisia crocea ingår i släktet Kelisia och familjen sporrstritar. Inga underarter finns listade i Catalogue of Life.